# Flight 404
Flight 404 é um filme de suspense e drama egípcio de 2024 dirigido por Hani Khalifa, estrelado por Mona Zaki, com roteiro de Mohamed Ragaa e produzido por Mohamed Hefzy. Foi selecionado como a submissão egípcia para o Melhor Longa-Metragem Internacional no 97º Oscar, mas não foi indicado.

## Enredo
Ghada (Zaki) tenta obter dinheiro para a cirurgia de emergência repentina de sua mãe enquanto se prepara para deixar o Egito para realizar o Hajj. Ela é forçada a se reconectar com pessoas de seu passado e tomar decisões éticas difíceis.

## Elenco
- Mona Zaki como Ghada
- Mohamed Farag
- Mohamed Mamdouh
- Shereen Reda
- Khaled El-Sawy
- Mohamed Alaa
- Hassan Al-Adl
- Sama Ibrahim
- Shadi Alfons
- Rana Raies
- Gihan el Shamashergy
- Arfa Abdel Rassoul

## Produção
De acordo com Zaki, ela conheceu o roteiro em 2013, quando estava filmando a série de televisão Asia, e imediatamente se interessou, mas estava comprometida com outros projetos na época.
É o primeiro filme egípcio a ser filmado na Arábia Saudita.
Em 2015, o roteiro de Ragaa recebeu o Prêmio Cultural Sawiris para jovens escritores e roteiristas.

## Trilha sonora
A trilha sonora inclui 15 canções originais do compositor de cinema jordaniano-canadense Suad Bushnaq e foi indicada ao prêmio de Melhor Trilha Sonora Septimius em 2024. Além disso, um novo arranjo de 'Ya Rayehin Lil-Nabi', a famosa canção de 1953 da icônica cantora egípcia Layla Murad, aparece nos créditos finais. A canção despertou tanto interesse entre os espectadores do cinema que os produtores do filme divulgaram algumas notas de fundo após o lançamento do filme.
'Ya Rayehin Lil-Nabi' é baseado em um dos poemas sufis mais famosos de Rabia Basri, um santo muçulmano árabe e um dos primeiros místicos sufis. A ideia de usar a música, originalmente composta por Riad Al Sunbati e Abo El Seoud El Ebiary para Murad, foi concebida pelo diretor e escritor do filme e para se alinhar com os principais eventos da trama do filme. O produtor musical Kareem Gaber, também conhecido como “Al Waili”, foi contratado para criar um arranjo novo e original, preservando a presença da voz de Murad e integrando os vocais de Nada Abbas.